# Titularbistum Nisa in Lycia
Nisa in Lycia (italienisch: Nisa di Licia) ist ein Titularbistum der römisch-katholischen Kirche. Es geht zurück auf ein früheres Bistum der antiken Stadt Nisa in der kleinasiatischen Landschaft Lykien im Südwesten der heutigen Türkei, das der Kirchenprovinz Myra angehörte.
| Titularbischöfe von Nisa in Lycia |                                 |                                                  |                  |                    |
| Nr.                               | Name                            | Amt                                              | von              | bis                |
| 1                                 | Bartolomeo Bacilieri            | Koadjutorbischof von Verona (Italien)            | 1. Juni 1888     | 1. April 1900      |
| 2                                 | Thomas Henry McLaughlin         | Weihbischof in Newark (USA)                      | 18. Mai 1935     | 16. Dezember 1937  |
| 3                                 | Francis Joseph Tief             | emeritierter Bischof von Concordia (USA)         | 11. Juni 1938    | 22. September 1965 |
| 4                                 | Ljubomyr Husar MSU              | Weihbischof in Lemberg (Ukraine)                 | 22. Februar 1996 | 26. Januar 2001    |
| 5                                 | Ihor Wosnjak CSsR               | Weihbischof in Lemberg (Ukraine)                 | 11. Januar 2002  | 10. November 2005  |
| 6                                 | Guido Iván Minda Chalá          | Weihbischof in Guayaquil (Ecuador)               | 4. November 2009 | 2. Februar 2022    |
| 7                                 | Eloy Ricardo Domínguez Martínez | Weihbischof in San Cristóbal de la Habana (Kuba) | 16. Juli 2022    |                    |